# Annamaria Dias
Ana Maria Dias Scarcelli (São Paulo, 16 de setembro de 1946) é uma atriz brasileira.
Iniciou sua carreira artística no ano de 1965 na hoje extinta TV Tupi de São Paulo. Participou de muitos teleteatros importantes na  época. Morena bonita, com uma voz forte e dicção perfeita, qualidades logo reconhecidas e aproveitadas pela Tupi..
Participou das novelas: O Amor Tem Cara de Mulher, A Ré Misteriosa, Meus Filhos, Minha Vida, Antônio Maria, Nino, o Italianinho, Vitória Bonelli, O Meu Pé de Laranja Lima, A Viagem , etc.
Atuou também na TV Cultura, TV Record, TV Globo, na TV Paulista, no SBT, onde atuou, entre outras, na novela Jerônimo, o Herói do Sertão.
No teatro, participou das peças: Um grito de Liberdade, Infidelidade ao Alcance de Todos, Álbum de Família, Trair e Coçar É Só Começar. No cinema fez: Senhora.
Trabalhou como jornalista em emissoras de TV e rádio. Atualmente, dedica-se ao teatro, como atriz, autora, produtora e diretora.  Integrou a equipe de direção e assistente de direção das novelas :Amigas e Rivais, Marisol, Canavial de Paixões, Seus Olhos, Os Ricos Também Choram, Esmeralda, Revelação no SBT.Já recebeu prêmios como Roquette Pinto, APCA, Troféu Comunicação, Prêmio Quality Brasil e “Prêmio Magnífico, todos eles como Melhor Atriz.

## Carreira

### Na televisão
| Ano  | Título                        | Personagem                 | Nota                        |
| ---- | ----------------------------- | -------------------------- | --------------------------- |
| 1965 | Amor de Perdição              | —                          |                             |
| 1965 | As Professorinhas             | Ana Maria                  |                             |
| 1965 | Escrava do Silêncio           | —                          |                             |
| 1966 | A Ré Misteriosa               | Lina                       |                             |
| 1966 | Ciúmes                        | Amélia                     |                             |
| 1966 | O Amor Tem Cara de Mulher     | —                          |                             |
| 1966 | O Anjo e o Vagabundo          | Maria                      |                             |
| 1966 | Sangue Rebelde                | —                          |                             |
| 1967 | Angústia de Amar              | Mina                       |                             |
| 1967 | Meu Filho, Minha Vida         | Condessa de Essex          | [ 4 ]                       |
| 1967 | Os Rebeldes                   | Cibele Alcântara           |                             |
| 1968 | Antônio Maria                 | Glorinha                   |                             |
| 1969 | Nino, o Italianinho           | Elza                       |                             |
| 1970 | O Meu Pé de Laranja Lima      | Helena                     |                             |
| 1970 | Simplesmente Maria            | Angélica                   |                             |
| 1971 | Nossa Filha Gabriela          | Sofia                      |                             |
| 1972 | Vitória Bonelli               | Verônica Bonelli           |                             |
| 1975 | A Viagem                      | Verônica Jordão            |                             |
| 1976 | Tchan, a Grande Sacada        | Diná                       |                             |
| 1978 | Roda de Fogo                  | Sofia                      |                             |
| 1979 | Dinheiro Vivo                 | Amanda Xavier              |                             |
| 1980 | Drácula, uma História de Amor | —                          |                             |
| 1982 | A Força do Amor               | Gabriela                   |                             |
| 1982 | Destino                       | Lúcia                      |                             |
| 1983 | A Justiça de Deus             | Ester                      |                             |
| 1983 | Sombras do Passado            | Laura                      |                             |
| 1984 | Jerônimo                      | Maria Seixas / Maria Homem |                             |
| 1993 | A Justiça dos Homens          | —                          | Episódio: "A Dúvida"        |
| 2010 | Tribunal na TV                | Juíza Fátima Perri         | Episódio: "O Jogo da Morte" |
| 2019 | Sem Plano B                   | Marta                      |                             |

### No cinema
| Ano  | Título                | Personagem      |
| ---- | --------------------- | --------------- |
| 1956 | O Primo do Cangaceiro |                 |
| 1976 | Senhora               | Adelaide Amaral |

## Teatro[5]
- 1966 - Andrócles e o Leão
- 1970 - Álbum de Família
- 1970 - Marta de Tal
- 1972 - Um Grito de Liberdade
- 1973 - Caiu o Ministério
- 1974 - Leonor de Mendonça
- 1980 - O Abajur Lilás
- 1984 - Extremos
- 1984 - Um Tiro no Coração
- 1989 - Trair e Coçar, É Só Começar!
- 1992 - Me Engana Que Eu Gosto
- 1993 - Quero Voltar para Casa
- 1996 - Laços Eternos
- 1997 - Quero Voltar para Casa
- 1999 - O Lobo da Madrugada
- 2004 - Lampião e Maria Bonita no Reino Divino
- 2005 - Homens, Onde Eles Estão?
- 2005 - Um Caso de Aluguel
- 2019 - Lampião e Maria Bonita no Reino Divino
- 2021 - A Receita
- 2025 - Laços Eternos (Adaptação)

## Prêmios e indicações
| Ano  | Prêmio                | Categoria                | Trabalho | Resultado | Ref                                              |
| ---- | --------------------- | ------------------------ | -------- | --------- | ------------------------------------------------ |
| 1966 | Troféu Roquette Pinto | Melhor Atriz Coadjuvante | Amélia   | Venceu    | A TV em 1966 pela ótica do Prêmio Roquette Pinto |